# Eugenia di Grecia
Eugenia di Grecia e Danimarca (greco:  Πριγκίπισσα Ευγενία της Ελλάδας και Δανίας; Parigi, 10 febbraio 1910 – Ginevra, 15 ottobre 1989) era la più giovane dei figli e unica figlia femmina del principe Giorgio di Grecia e Marie Bonaparte, figlia del principe Rolando Napoleone Bonaparte. Suo padre era il secondo figlio di Giorgio I di Grecia e della granduchessa Ol'ga Konstantinovna Romanova..
Fu autrice di Le Tsarevitch, Enfant Martyr, una biografia di Aleksej Nikolaevič, Zarevich di Russia, scritta in francese, che fu pubblicata nel 1990.

## Matrimonio e figli
Sposò il Principe Dominic Radziwiłł, figlio del principe Hieronim Radziwiłł e dell'Arciduchessa Renata d'Austria, il 30 maggio 1938 a Parigi. Divorziarono nel 1946. Ebbero due figli:
- Principessa Tatiana Maria Renata Eugenia Elzbieta Malgorzata Radziwiłł (n. 28 agosto 1939) sposò Jean Henri Fruchaud.[2] Tatiana fu una delle damigelle alle nozze del 1962 del Principe Juan Carlos di Spagna e della Principessa Sofia di Grecia e Danimarca. Tatiana e Jean Henri ebbero due figli:
  - Fabiola Fruchaud (n. 7 febbraio 1967), sposò Thierry Herman; una figlia Tatiana;[2] un figlio, Edouard (2007) con Didier Fradin (1959).[senza fonte]
  - Alexis Fruchaud (n. 25 novembre 1969) sposò Natalie Chandler, una figlia, Thalia Tatiana Eugenie Lily Marie {n. 23 giugno 2008}.
- Principe Jerzy Andrzej Dominik Hieronim Piotr Leon Radziwiłł (4 novembre 1942 – 27 agosto 2001)

Eugenia si risposò il 28 novembre 1949 con il Principe Raimondo della Torre e Tasso, Duca di Castel Duino. Anche il loro matrimonio terminò con un divorzio nel 1965. Ebbero un figlio maschio:
- Principe Carlo Alessandro, Duca di Castel Duino (n. 10 febbraio 1952), sposato con Veronique Lantz, da cui ha avuto tre figli.
  - Dimitri (n. 1977)
  - Maximilian (n. 1979)
  - Constanza (n. 1989).

## Titoli e trattamento
- 10 febbraio 1910 - 30 maggio 1938: Sua Altezza Reale Principessa Eugenia di Grecia e Danimarca
- 30 maggio 1938 - 28 novembre 1949: Sua Altezza Reale Principessa Dominik Radziwiłł
- 28 novembre 1949 - 11 maggio 1965: Sua Altezza Reale la Duchessa di Castel Duino
- 11 maggio 1965 - 15 ottobre 1989: Sua Altezza Reale Eugenia, Duchessa di Castel Duino

## Ascendenza
|                               |                            |                                  | Genitori                       |  |  | Nonni |  |  | Bisnonni                  |  |  | Trisnonni                                            |  |
|                               |                            |                                  |                                |  |  |       |  |  | Cristiano IX di Danimarca |  |  | Federico di Schleswig-Holstein-Sonderburg-Glücksburg |  |
|                               |                            |                                  |                                |  |  |       |  |  | Cristiano IX di Danimarca |  |  | Federico di Schleswig-Holstein-Sonderburg-Glücksburg |  |
|                               |                            | Luisa Carolina d'Assia-Kassel    |                                |  |  |       |  |  | Cristiano IX di Danimarca |  |  |                                                      |  |
| Giorgio I di Grecia           |                            |                                  |                                |  |  |       |  |  | Cristiano IX di Danimarca |  |  |                                                      |  |
|                               |                            | Luisa d'Assia-Kassel             | Guglielmo d'Assia-Kassel       |  |  |       |  |  |                           |  |  |                                                      |  |
|                               |                            | Luisa d'Assia-Kassel             | Guglielmo d'Assia-Kassel       |  |  |       |  |  |                           |  |  |                                                      |  |
|                               |                            | Luisa d'Assia-Kassel             | Luisa Carlotta di Danimarca    |  |  |       |  |  |                           |  |  |                                                      |  |
| Giorgio di Grecia             |                            | Luisa d'Assia-Kassel             |                                |  |  |       |  |  |                           |  |  |                                                      |  |
|                               |                            | Konstantin Nikolaevič Romanov    | Nicola I di Russia             |  |  |       |  |  |                           |  |  |                                                      |  |
|                               |                            | Konstantin Nikolaevič Romanov    | Nicola I di Russia             |  |  |       |  |  |                           |  |  |                                                      |  |
|                               |                            | Konstantin Nikolaevič Romanov    | Aleksandra Fёdorovna           |  |  |       |  |  |                           |  |  |                                                      |  |
| Ol'ga Konstantinovna Romanova |                            | Konstantin Nikolaevič Romanov    |                                |  |  |       |  |  |                           |  |  |                                                      |  |
|                               |                            | Alessandra di Sassonia-Altenburg | Giuseppe di Sassonia-Altenburg |  |  |       |  |  |                           |  |  |                                                      |  |
|                               |                            | Alessandra di Sassonia-Altenburg | Giuseppe di Sassonia-Altenburg |  |  |       |  |  |                           |  |  |                                                      |  |
|                               |                            | Alessandra di Sassonia-Altenburg | Amalia di Württemberg          |  |  |       |  |  |                           |  |  |                                                      |  |
| Eugenia di Grecia             |                            | Alessandra di Sassonia-Altenburg |                                |  |  |       |  |  |                           |  |  |                                                      |  |
|                               | Pietro Napoleone Bonaparte | Luciano Bonaparte                |                                |  |  |       |  |  |                           |  |  |                                                      |  |
|                               | Pietro Napoleone Bonaparte | Luciano Bonaparte                |                                |  |  |       |  |  |                           |  |  |                                                      |  |
|                               | Pietro Napoleone Bonaparte | Alexandrine de Bleschamp         |                                |  |  |       |  |  |                           |  |  |                                                      |  |
| Rolando Napoleone Bonaparte   | Pietro Napoleone Bonaparte |                                  |                                |  |  |       |  |  |                           |  |  |                                                      |  |
|                               |                            | Justine Eleanore Ruflin          | Julian Ruflin                  |  |  |       |  |  |                           |  |  |                                                      |  |
|                               |                            | Justine Eleanore Ruflin          | Julian Ruflin                  |  |  |       |  |  |                           |  |  |                                                      |  |
|                               |                            | Justine Eleanore Ruflin          | Justine Lucard                 |  |  |       |  |  |                           |  |  |                                                      |  |
| Marie Bonaparte               |                            | Justine Eleanore Ruflin          |                                |  |  |       |  |  |                           |  |  |                                                      |  |
|                               |                            | François Blanc                   | Claude Blanc                   |  |  |       |  |  |                           |  |  |                                                      |  |
|                               |                            | François Blanc                   | Claude Blanc                   |  |  |       |  |  |                           |  |  |                                                      |  |
|                               |                            | François Blanc                   | Marie Janin                    |  |  |       |  |  |                           |  |  |                                                      |  |
| Marie Blanc                   |                            | François Blanc                   |                                |  |  |       |  |  |                           |  |  |                                                      |  |
|                               |                            | Marie Hensel                     | Caspar Hensel                  |  |  |       |  |  |                           |  |  |                                                      |  |
|                               |                            | Marie Hensel                     | Caspar Hensel                  |  |  |       |  |  |                           |  |  |                                                      |  |
|                               |                            | Marie Hensel                     | Catherine Stemler              |  |  |       |  |  |                           |  |  |                                                      |  |
|                               |                            | Marie Hensel                     |                                |  |  |       |  |  |                           |  |  |                                                      |  |